# Deinopa gorima
Deinopa gorima là một loài bướm đêm trong họ Erebidae.